# Carmel (chanteuse)
Pour les articles homonymes, voir Carmel et McCourt.
Carmel McCourt est une chanteuse britannique, née le 24 novembre 1958 à Scunthorpe, dans le Lincolnshire en Angleterre. Elle est surtout connue comme chanteuse éponyme du groupe Carmel, aux côtés du bassiste Jim Parris et du batteur Gerry Darby.

## Enfance et adolescence
Née à Wrawby, dans le Lincolnshire, en Angleterre, Carmel McCourt a fréquenté l'école catholique St Bede sur Collum Avenue à Ashby, Scunthorpe, et le Brigg Girls' High School.

## Carrière
Son single Sally (mélange de soul/R&B et cha-cha-cha), sorti en 1986, a eu beaucoup de succès en France et Johnny Hallyday l'a invitée pour le duo J'oublierai ton nom, sur son album Gang.
Au début du nouveau millénaire, Darby a quitté le groupe et en 2002, Paris et McCourt ont fait une tournée avec un groupe de neuf musiciens pour interpréter d'anciens morceaux. Un DVD live intitulé More, More, More a été publié en 2004, avec des performances de l'ensemble du groupe et une interview de McCourt et Paris.
En décembre 2011, McCourt et Paris, toujours sous le nom de Carmel, ont sorti l'album Strictly Piaf, composé de 10 reprises de chansons d'Édith Piaf.
En octobre 2012, McCourt est prêt à revenir sur scène avec une nouvelle formation, interprétant les classiques de Carmel ainsi que les titres de l'album Strictly Piaf. Elle se produit notamment à l'Islington Town Hall de Londres, au Stockton Georgian Theatre et au Band on The Wall de Manchester. Elle a déclaré à propos de ces spectacles : « Ce sera merveilleux de travailler avec les nouveaux musiciens. Ils sont tous excellents et il sera très agréable d'entendre les nombreuses chansons que Gerry Darby, Jim Paris et moi-même avons écrites ensemble au cours des années 1980 et 1990.»

## Discographie

### Albums
- Carmel (1982, Red Flame) UK Albums Chart No. 94 (6 Track mini-album)
- The Drum Is Everything (1984, London Records) UK Albums Chart No. 19
- The Falling (1986, London Records) UK Albums Chart No. 88
- Everybody's Got a Little...Soul (1987, London Records)
- Set Me Free (1989, London Records)
- Good News (1993, East West Records)
- World's Gone Crazy (1995, East West Records)
- Live in Paris (1997, East West Records)
- Live at Ronnie Scott's (1998, East West Records)
- Strictly Piaf (2011, Secret Records)[3]

### Singles
- Storm (1982)
- Bad Day (1983) - UK #15
- Willow Weep For Me (1983)
- More More More (1984) - UK #23
- I'm Not Afraid Of You (1985)
- Sally (1986) - UK #60, Australia #39
- Mercy 7"EP + 12" EP (1986)
- J'oublierai ton nom (avec Johnny Hallyday) (1986)
- Sweet And Lovely (1987)
- It's All in the Game (1987)
- Every Little Bit (1988)
- You Can Have Him (1989)
- I'm Over You (1989)
- Je suis tombée amoureuse (I Have Fallen in Love) (1989)
- And I Take It For Granted (1990)
- You're All I Need (1992)
- You're on My Mind (1992)
- If You Don't Come Back (1994)
- Sous le ciel de Paris (2011)[3]
- Second Wife Blues (2015)[4]
- Sad Situation (2015)[4]

### DVD
- More, More, More (live) - 2004